# Eucalyptus loxophleba
Eucalyptus loxophleba is een groenblijvende boom uit de mirtefamilie (Myrtaceae). De soort komt van nature voor in het zuidwesten van West-Australië. Hij wordt tot 15 meter hoog. In Australië wordt de boom doorgaans de 'York gum' of 'yandee' genoemd.

## Kenmerken
Eucalyptus loxophleba wordt als struik tot 5 meter en als boom tot 15 meter hoog.
De schors is ruw, licht tot donkergrijs en vasthoudend aan de stam tot aan de grote takken.
De plant bloemt van mei tot december en produceert een aanzienlijke hoeveelheid pollen en honing.
Het hout is geel-bruin, compact, hard en zwaar.

## Habitat
De boom groeit van nature in het zuidwesten van West-Australië. Langs de kust groeien ze van Perth tot Shark Bay en in het binnenland tot Albany in het zuiden, Esperance in het zuidoosten en Coolgardie in het oosten.
De boom groeit in verschillende ondergronden waaronder in zand en in doleriet-, lateriet- en kleiachtige ondergronden.

## Taxonomie
De boom werd voor het eerst beschreven door George Bentham in 1867. Betham beschreef ook een zeer plaatselijk voorkomende E. loxophleba var. fruticosa met bredere bladeren.
Er worden vier ondersoorten erkend:
- Eucalyptus loxophleba subsp. loxophleba, de bekende 'York Gum' uit het westelijk deel van de regio Wheatbelt, van Moora in het noorden tot Kojonup in het zuiden en tot Merredin en Hyden in het oosten. Het is een boom met een ruwe schors over de hele stam.

- Eucalyptus loxophleba subsp. lissophloia, een struik met een gladde schors uit de oostelijke Wheatbelt en de goudvelden, vanaf Bencubbin en Merredin tot Karonie (Cardunia Rocks), Coonana, Peak Charles en Balladonia in het oosten. De twijgen zijn meestal koolblauw. Ze komen dikwijls voor in vochtige lagergelegen plaatsen.

- Eucalyptus loxophleba subsp. gratiae, met een gladde schors en grote bladeren, knoppen en vruchten. Komt voor in de zuidelijke Wheatbelt van Nyabing tot ten oosten van Hyden.

- Eucalyptus loxophleba subsp. supralaevis, boom uit de noordelijke Wheatbelt, van Westonia en Mount Jackson tot Wannoo en Shark Bay in het noordwesten. De schors is enkel ruw op de onderste helft van de stam en kent een duidelijke overgang van de ruwe naar de gladde schors.

De Nyungah Aborigines hebben verscheidene namen voor de boom: 'daarwet', 'doatta', 'goatta', 'twotta', 'yandee', 'yorgum' of 'wolung'.

## Gebruik
De Nyungah pletten de gom van de boom tot een poeder en strooiden het op brandwonden als een ontstekingsremmend middel om infecties tegen te gaan. De bladeren werden geplet en opgewarmd en op schorpioenen- en insectenbeten aangebracht. De wortels van de jonge scheuten werden tot een pasta gestampt en gegeten om maagproblemen te verlichten.
De schors van de wortels werd in het droge seizoen als voedsel gebruikt. Er werd op gekauwd tot de zoetstof op was en de rest werd uitgespuwd.
... · 
E. brevistylis · 
E. camaldulensis · 
E. diversicolor (Karri) · 
E. erythrocorys · 
E. eudesmioides · 
E. globulus (Blauwe gomboom) · 
E. gomphocephala · 
E. guilfoylei · 
E. gunnii (Cidergomboom) · 
E. jacksonii · 
E. loxophleba · 
E. marginata (Jarrah) · 
E. rudis · 
E. viminalis (Suikereucalyptus) · 
E. wandoo (Wandoo) · 
...